# Indigofera calcicola
Indigofera calcicola är en ärtväxtart som beskrevs av William Grant Craib. Indigofera calcicola ingår i släktet indigosläktet, och familjen ärtväxter. Inga underarter finns listade i Catalogue of Life.